# Station assise

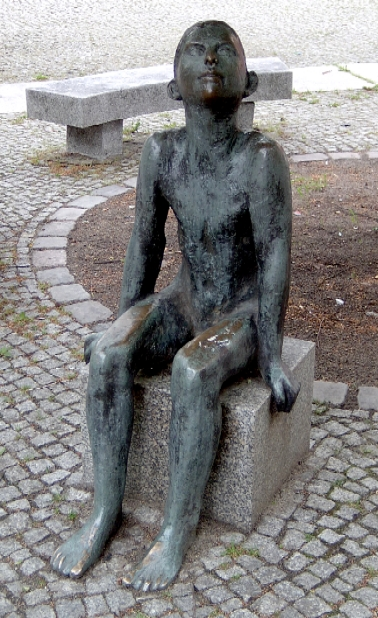
Sculpture en bronze représentant un enfant assis sur un cube de pierre.

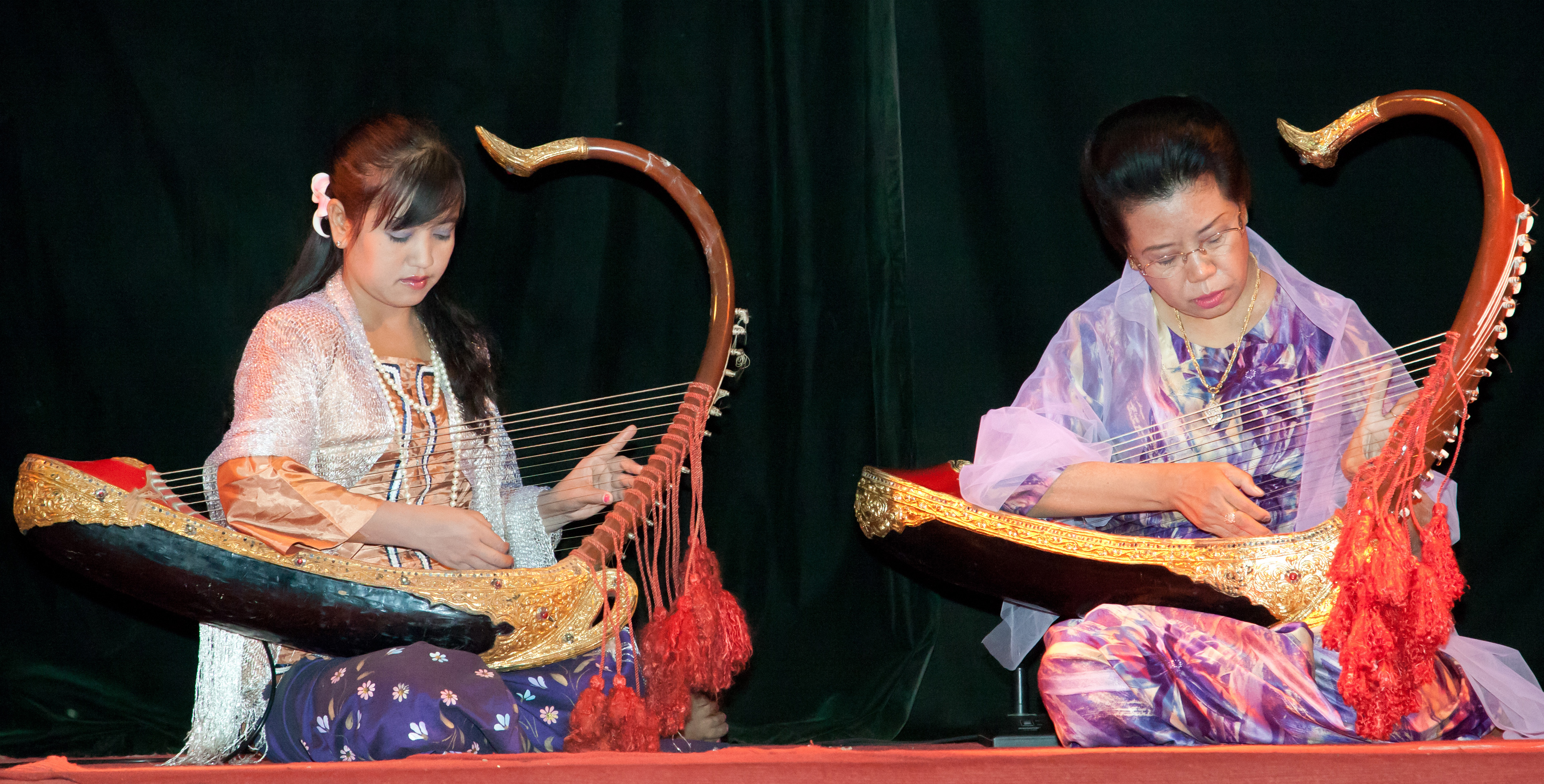
Certains instruments de musique traditionnelle se jouent assis par terre (ici, saung ou saung-gauk, harpe traditionnelle de Birmanie).

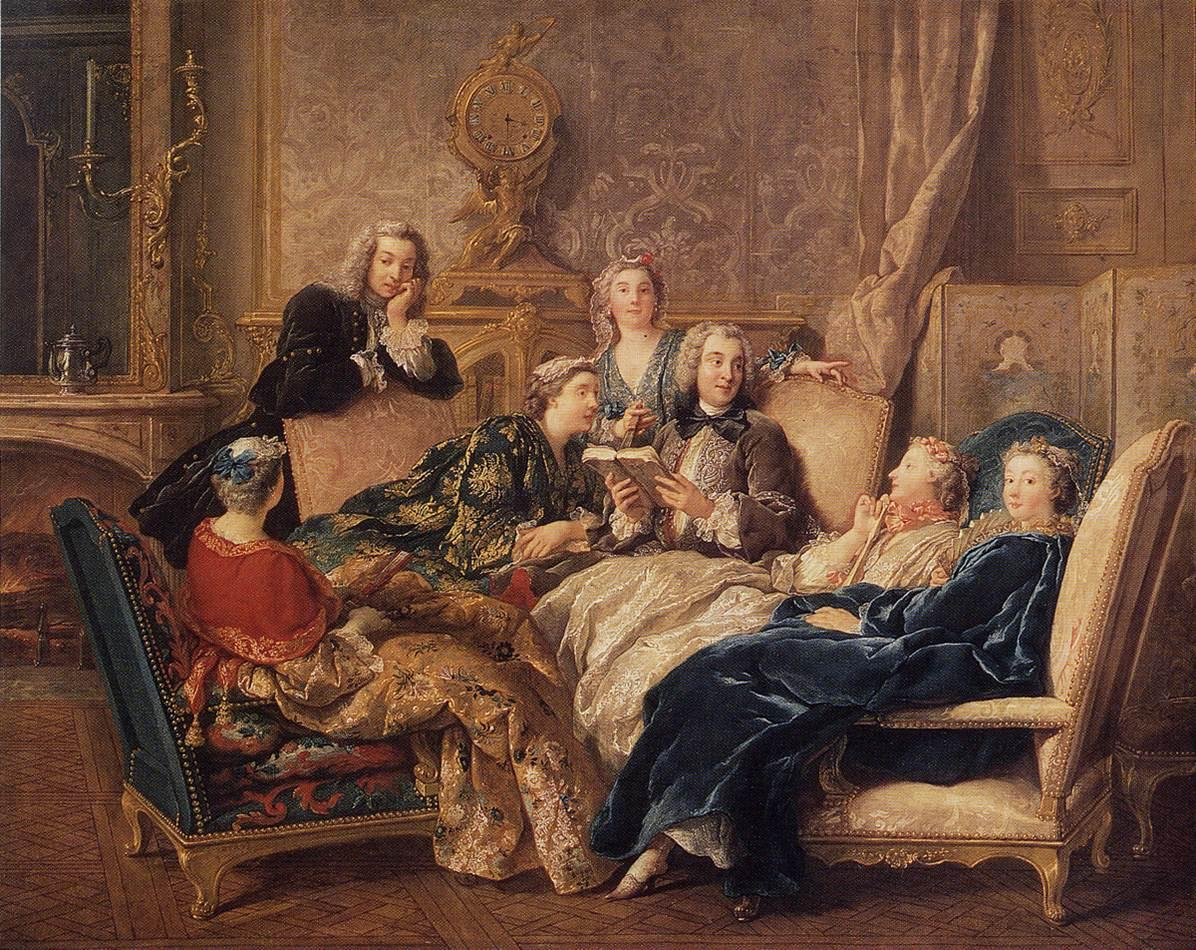
Des fauteuils incitant à l'avachissement, dans Lecture dans un salon ou La lecture de Molière (Jean-François de Troy, vers 1728).

La station assise, ou position assise, est une station de l'être humain, dans laquelle le corps s'appuie sur les fesses ou l'arrière des cuisses, avec le tronc à la verticale. C'est une adaptation biomécanique du corps humain que le bébé apprend à maîtriser avant de savoir marcher et l'une des positions de repos ou de travail, plus utilisées dans les sociétés modernes où la chaise, le banc, le tabouret se sont développés, alors que la position accroupie est plus souvent utilisée dans les sociétés traditionnelles. C'est l'une des positions possibles pour l'accouchement (mais rarement utilisée). Elle est parfois aussi recommandée pour certaines opérations médicales et chirurgicales,, avec des effets cardiorespiratoires alors à prendre en compte.
Il est possible de s'asseoir directement sur le sol ou sur une surface surélevée, en particulier sur un siège, c'est-à-dire un meuble spécialement prévu à cet effet : chaise, fauteuil, tabouret, etc. au domicile, au travail, dans les véhicules... C'est la position la plus fréquente pour certains handicaps, pour lesquels différents types de fauteuils roulants, éventuellement motorisés, ont été mis au point. 
Depuis de XXe siècle, dans les sociétés dites développées, la position assise est de plus en plus fréquente et longue, parfois source de troubles pour la santé (troubles musculosquelettiques, troubles de la circulation allant jusqu'à l'embolie gazeuse, notamment pour certaines personnes vulnérables (certaines personnes plâtrées, obèses, infirmité motrice cérébrale et certaines autres paralysies...), en particulier lors de vols sur de longues distances en avion, notamment en classe économique. Des sièges plus ergonomiques peuvent contribuer à diminuer les séquelles physiques de longues positions assises. Pour les paralysés du bassin, des coussins anti-escarres ont été développés.

## Variantes
Il existe différentes manières de s'asseoir : seiza, position du lotus, zazen, etc.

## Temps passé assis
Certains experts en santé publique comparent les effets sanitaires de cette tendance épidémiologique à ceux d'une sorte de nouveau tabagisme car aux États-Unis, selon un sondage fait sur 6 000 adultes, en 2018 environ un quart des gens passent plus de huit heures par jour assis et une personne sur dix l'est plus de 8 heures par jour sans aucune activité physique bénéfique par ailleurs, ce qui est considéré comme favorisant significativement un décès prématuré induit (l'activité physique compensatrice doit significativement augmenter le rythme cardiaque et respiratoire). Parmi les répondants à cette enquête, plus de 60 % de ceux qui ont déclaré passer plus de huit heures par jour assis, ont été physiquement actifs moins de 150 minutes par semaine, ce qui est considéré comme le minimum nécessaire pour une bonne santé.

## Position assise, physiologie et santé
Le moment où le bébé acquiert la position assise est l'un des stades du développement qui devrait être inscrit dans le carnet de santé de l'enfant.
Les humains - dès l'enfance souvent -  sont de plus en plus sédentaires,  et restent en position assise durant un nombre d'heures croissantes, ce qui est une source de troubles émergents pour la santé. Chez l'homme (chez les chauffeurs de poids lourds, de bus ou de véhicules notamment) c'est une position qui peut induire une montée anormale en température des testicules, au détriment de la fertilité (facteur de délétion de la spermatogenèse). 
Une ou deux heures en position assise suffit à faire augmenter le volume du pied (mesuré par pléthysmographe à niveau liquide libre) conjointement à une augmentation de la température du dessous de la cuisse et à une compression de la face postérieure de la cuisse. Sont en cause une augmentation combinée de la pression hydrostatique, de la vaso-dilatation et une gêne au retour veineux.
Certaines douleurs s'expriment plus vivement voire uniquement en position assises (ex : algies périnéales dites névralgie pudendale,, certaines lombalgies ou cervicalgies), ou au contraire disparaissent en position assises[réf. nécessaire], ce qui peut donner des indices au médecin lorsqu'il établit un diagnostic.
Une tendance en services de réanimation est d'accélérer la réhabilitation par un lever précoce en proposant au patient de s'asseoir au bord de son lit bien qu'il soit encore intubé et ventilé. 

## Position assise et concentration et travail intellectuel
Une bonne posture assise est supposée propice à la concentration intellectuelle et aux capacités cognitives. Des études ont conclu qu'une ergonomie améliorée du siège de l'enfant et une éducation posturale concourent à significativement améliorer les mémoires auditivoverbale et visuospatiale, les praxies visuomotrices et la vitesse de raisonnement. Les CHSCT accordent une importance croissante à l'ergonomie des sièges d'employés passant de plus en plus de temps en position assise.

## Symbolique
La position assise peut avoir diverses symboliques : le sit-in est un acte de protestation ; dans plusieurs mythologies et superstitions, le fait de s'asseoir peut avoir une portée magique. Dans certaines sépultures préhistoriques, le cadavre était enterré en position assise,.  Le trône divin ou du souverain, la place du maître ou du chef de famille, etc; témoignent de l'importance donnée à cette position. La galanterie ou courtoisie peut aussi organiser des préséances dans l'ordre permettant de s'asseoir (femmes, invités, enfants, etc., qui varie selon les contexte et cultures)